# Prosper Lafaye
Prosper Lafaye (* 23. September 1806 in Mont-Saint-Sulpice; † 3. März 1883 in Paris) war ein französischer Maler und Glasmaler. 

## Leben
Prosper Lafaye war der Sohn des Maurers Victor Lafaist und der Marie-Madeleine Chevalier. Mit 14 Jahren verließ er heimlich seine Familie, um bei seinem Onkel Guillaume Sulpice Chevalier in Paris zu leben. Lafaye arbeitete als Lehrling bei dem Maler Lemoron und danach bei Bignon. 1827 ist er im Atelier von Auguste Couder beschäftigt. 1831 wird im Salon zum ersten Mal ein Werk von Lafaye ausgestellt: Ein Porträt von Napoleon zu Pferd. Von 1834 bis 1837 malte er zahlreiche Schlachten für das Musée de l’Histoire de France in Versailles. Zwischen 1838 und 1842 erhielt er Aufträge von der königlichen Familie. Ebenso arbeitete er für zahlreiche Privatleute in Paris, die sich ihre Stadtpaläste von ihm ausgestalten ließen. 

## Glasmalerei

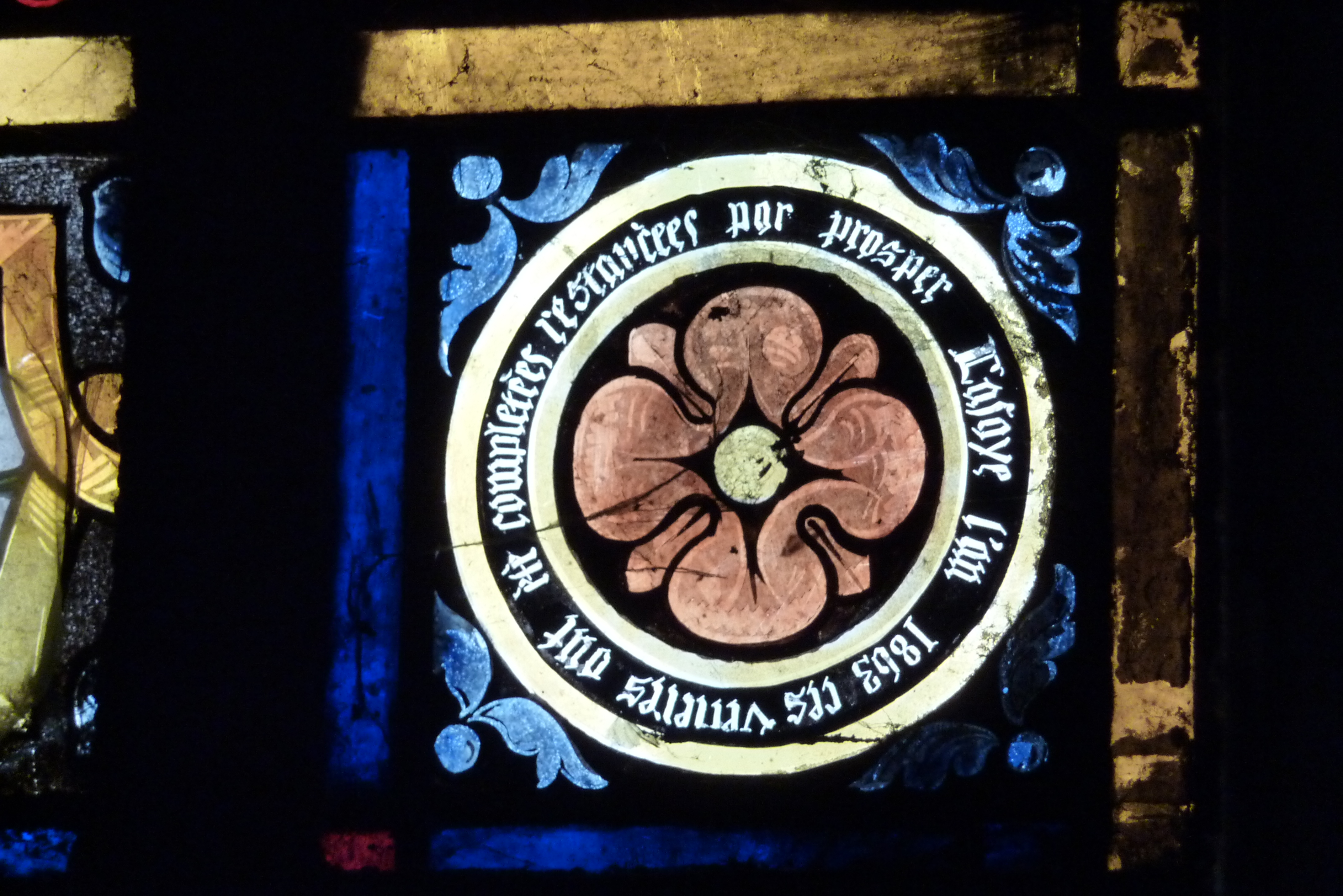
Inschrift eines Chorfensters in der Kirche Saint-Merry in Paris, das von Lafaye 1863 restauriert und ergänzt wurde

Auf einer Reise im Burgund im Jahr 1845 begann er sich für die Glasmalerei zu interessieren. Mit der Familie Veissière schloss Lafaye am 20. September 1845 einen Vertrag, der die Zusammenarbeit regelte. Daraufhin wurde in der Rue de l’Empereur in Paris eine Glasmalereiwerkstatt eingerichtet. Seine ersten Aufträge waren Restaurierungsarbeiten in den Pariser Kirchen Notre-Dame-des-Blancs-Manteaux und Saint-Eustache. Nach der Trennung von den Mitgesellschaftern, am 5. August 1846, führte der die Werkstatt allein weiter. Es folgten weitere Restaurierungsaufträge in den Pariser Kirchen: Saint-Étienne-du-Mont, Saint-Nicolas-du-Chardonnet, Saint-Médard und Saint-Merry (auch Saint-Merri geschrieben). 
Bei der Weltausstellung von 1851 in London zeigte Lafaye Bleiglasfenster seiner Werkstatt. Im gleichen Jahr hatte er Annette und Sophie Coppée angestellt, die für seine Werkstatt Kartons zeichneten. Am 20. April 1852 heiratete er die jüngere der Schwestern, Sophie Coppée. Da in der Mitte des 19. Jahrhunderts die Qualität der Kirchenfenster wiederentdeckt wurde, erhielten die Pariser Glasmaler viele Aufträge zur Restaurierung dieser Fenster bzw. zur Neuherstellung. Neben den oben genannten Kirchen erhielt die Werkstatt von Lafaye Aufträge zur Restaurierung weiterer Fenster in den Pariser Kirchen von St-Germain-l’Auxerrois, St-Gervais-St-Protais, Saint-Séverin, St-Paul-St-Louis und Saint-Sulpice. Eigene Fenster schuf Prosper Lafaye für die Pariser Kirchen Sainte-Clotilde, St-Leu-St-Gilles und für die Rosette von St-Augustin. Sein einziger Auftrag für eine Kirche außerhalb von Paris war in Blanzy-les-Mines (heute Montceau-les-Mines) im Jahr 1860. 1863 stiftete Prosper Lafaye für die Kirche seines Geburtsortes Mont-Saint-Sulpice ein Fenster mit der Darstellung seiner verstorbenen Familienmitglieder.
Da Prosper Lafaye sich einen guten Ruf erworben hatte, erhielt er auch den Auftrag, die Bleiglasfenster im Louvre zu restaurieren (1864–1866). Bei den Weltausstellungen von 1855, 1867 und 1878 war er mit Arbeiten vertreten. Das Musée Carnavalet besitzt viele Zeichnungen (Kartons) von Prosper und Sophie Lafaye. 
Nach seinem Tod wurde seine Werkstatt geschlossen, denn keine seiner drei Töchter (Sara, Ève und Geneviève) lernte sein Handwerk. Sein Sohn Savinien starb bereits einjährig im Jahr 1854.

## Werke
Zeichnungen und Gemälde von Prosper Lafaye befinden sich unter anderem in folgenden Museen: Musée d’Art et Histoire in Auxerre, Musée des beaux-arts in Caen, Musée des beaux-arts in Dijon, Musée des beaux-arts in Orléans, Victoria and Albert Museum in London, Musée Carnavalet und Musée des Arts décoratifs in Paris.

## Publikationen
- Note sur l’état actuel de l’art de la peinture sur verre au sujet des réparations à faire aux vitraux de l’église Saint-Étienne du Mont, Paris 1849
- Exposition universelle de Londres. Vitraux, Paris 1851
- Mémoire au sujet des vitraux anciens. État où ils se trouvent après le siège dans les églises de Paris adressé à Monsieur le Préfet de la Seine, Paris 1871